# Rajeswari Sunder Rajan
Rajeswari Sunder Rajan (Bombay, 1950) es una académica feminista india, profesora de inglés y autora de varios libros sobre temas relacionados con el feminismo y el género. Su interés de investigación ha abarcado temas, como el período pre y poscolonial, la escritura india en inglés, cuestiones culturales y de género relacionadas con el sur de Asia y la literatura inglesa de la época victoriana . También ha editado una serie llamada "Problemas en el feminismo indio contemporáneo" y "Señales: problemas de género en la India posterior a la independencia". Entre sus libros más destacados están Scandal of the State: Women, Law and Citizenship in Postcolonial India y Real and Imagined Women: Gender, Culture and Postcolonialism. 

## Biografía
Rajan nació en Bombay, ahora conocida como Mumbai . Su educación universitaria inicial fue en la Universidad de Bombay, donde recibió una licenciatura en artes (BA) en inglés en 1969 y una maestría en artes (MA) en inglés en 1971. Más tarde realizó su doctorado en la Universidad George Washington, Washington D. C. y obtuvo su Ph.D. en Inglés.
Después de trabajar en la India como profesora, se trasladó al Reino Unido, donde fue becaria en el Wolfson College y luego trabajó como lectora de inglés en la Universidad de Oxford . En Nueva Delhi ha trabajado como investigadora principal en el Museo y Biblioteca Nehru Memorial y en el Centro de Estudios de Desarrollo de la Mujer (CWDS). También ha trabajado en el Oberlin College, Ohio como profesora visitante de Shansi.
Rajan ha debatido sobre temas de género, poscolonialismo y cultura en relación con temas nacionalistas en Independent India. Su trabajo de investigación ha abarcado la literatura inglesa del siglo XIX en el Reino Unido, incluida la literatura del período poscolonial anglófono. Es editora de temas relacionados con el feminismo indio y editora.conjunta de Interventions, an international journal of postcolonial studies.  Su ensayo sobre la práctica del ritual de inmolación sobre todo de mujeres conocido como Sati (1990) se ha publicado en el Yale Journal of Criticism y su libro The Lie of the Land (1992) trata sobre los estudios de inglés posteriores a la independencia. Es coeditora de The Crisis of Secularism in India (La crisis del secularismo en India) (2006)." 
También ha formado parte del jurado de Humanidades del Premio Infosys en 2019.

## Publicaciones
- The Lie of the land: English literary studies in India (1992)
- The Prostitution Question(s): (female) Agency, Sexuality and Work (1996)
- Is the Hindu Goddess a Feminist? (1997)
- Signposts: Gender Issues in Post-independence India (1999)
- Real and Imagined Women: Gender, Culture and Postcolonialism (2003)
- The Scandal of the State: Women, Law, and Citizenship in India (2003)
- The Postcolonial Jane Austen (with You-Me Park) (2015)[4]
- Commodities and Culture in the Colonial World, co-ed with Supriya Chaudhuri, Josephine McDonagh, and Brian Murray, London and New York, Routledge, 2017